# Jiyang (Sanya)

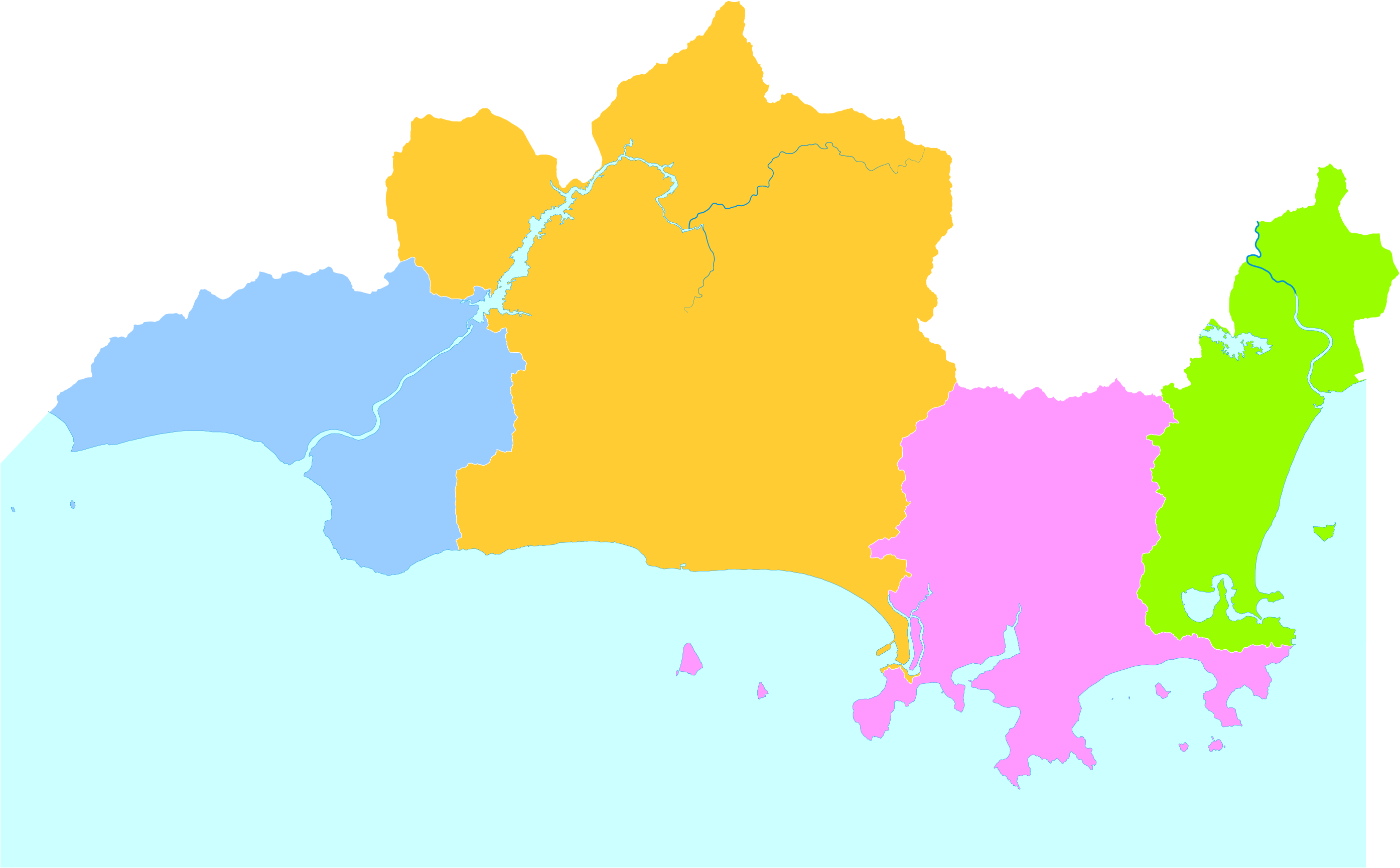
Jiyang im Osten von Sanya

Jiyang (chinesisch 吉陽區 / 吉阳区, Pinyin Jíyáng Qū) ist ein Stadtbezirk im Südosten der bezirksfreien Stadt Sanya in der Provinz Hainan der Volksrepublik China. Er hat eine Fläche von 398,9 km² und 447.322 Einwohner (Stand: Zensus 2020).
Jiyang wurde als Stadtbezirk am 30. Juli 2014 gegründet und umfasst das Gebiet der ehemaligen Großgemeinde Jiyang (吉陽鎮 / 吉阳镇), des ehemaligen „Stadtviertels“ Hedong (河東區 / 河东区) und der „Staatsfarm Nanxin“ (國營南新农场 / 国营南新农场).

## Administrative Gliederung
Anders als sonst in China üblich, ist die Dorfebene in Jiyang administrativ direkt der Kreisebene (Stadtbezirk) unterstellt. Die Gemeindeebene fehlt. Auf Dorfebene setzt sich Jiyang aus 13 Einwohnergemeinschaften und 19 Dörfern zusammen. Diese sind:
- Einwohnergemeinschaft Dadonghai (大东海社区);
- Einwohnergemeinschaft Danzhou (丹州社区);
- Einwohnergemeinschaft Gangmencun (港门村社区);
- Einwohnergemeinschaft Hongjiao (红郊社区);
- Einwohnergemeinschaft Hongsha (红沙社区);
- Einwohnergemeinschaft Linchun (临春社区);
- Einwohnergemeinschaft Lizhi (荔枝沟社区);
- Einwohnergemeinschaft Luhuitou (鹿回头社区);
- Einwohnergemeinschaft Ronggen (榕根社区);
- Einwohnergemeinschaft Shangpinjie (商品街社区);
- Einwohnergemeinschaft Xiayangtian (下洋田社区);
- Einwohnergemeinschaft Xincun (新村社区);
- Einwohnergemeinschaft Yuechuan (月川社区);
- Dorf Anluo (安罗村);
- Dorf Baopo (抱坡村);
- Dorf Bohou (博后村);
- Dorf Damao (大茅村);
- Dorf Dong’an (东岸村);
- Dorf Gangou (干沟村);
- Dorf Hailuo (海罗村);
- Dorf Honghua (红花村);
- Dorf Hongtukan (红土坎村);
- Dorf Liudao (六道村);
- Dorf Liupan (六盘村);
- Dorf Longpo (龙坡村);
- Dorf Luobi (落笔村);
- Dorf Luofeng (罗逢村);
- Dorf Nanding (南丁村);
- Dorf Tiandu (田独村);
- Dorf Xinhong (新红村);
- Dorf Yuhong (榆红村);
- Dorf Zhongliao (中廖村).